# Turniej o Srebrną Ostrogę Ilustrowanego Kuriera Polskiego 1964
VI turniej Srebrnej Ostrogi IKP – szósta odsłona zawodów żużlowych, w których zawodnicy ścigali się o nagrodę przechodnią zwaną "Srebrną Ostrogą". Turniej odbył się 7 października 1964. Zwyciężył Marian Rose.

## Wyniki
źródło
- 7 października 1964, Stadion Apatora Toruń

| Msc. | Zawodnik            | Klub              | Pkt  |         |  |
| ---- | ------------------- | ----------------- | ---- | ------- |  |
| 1    | Marian Rose         | Apator Toruń      | 10   | 3,3,3,1 |  |
| 2    | Edward Kupczyński   | Polonia Bydgoszcz | 10   | 3,3,2,2 |  |
| 3    | Jan Tkocz           | Wybrzeże Gdańsk   | b.d. | b.d.    |  |
| 4    | Jan Malinowski      | Stal Rzeszów      | b.d. | b.d.    |  |
| -    | Kazimierz Bentke    | Unia Leszno       | b.d. | b.d.    |  |
| -    | Stanisław Kaiser    | Wybrzeże Gdańsk   | b.d. | b.d.    |  |
| -    | Jerzy Kowalski      | Unia Leszno       | b.d. | b.d.    |  |
| -    | Janusz Owoc         | Karpaty Krosno    | b.d. | b.d.    |  |
| -    | Mieczysław Połukard | Polonia Bydgoszcz | b.d. | b.d.    |  |